# Maymena mayana
Espèce
Synonymes
- Nesticus mayanus Chamberlin & Ivie, 1938

Maymena mayana est une espèce d'araignées aranéomorphes de la famille des Mysmenidae.

## Distribution
Cette espèce se rencontre au Mexique au Chiapas, au Yucatán, au Tabasco et au Veracruz et au Guatemala,.

## Description
Le mâle décrit par Gertsch en 1960 mesure 1,9 mm et la femelle 2,5 mm.

## Publication originale
- Chamberlin & Ivie, 1938 : Araneida from Yucatan. Carnegie Institution of Washington Publications, no 491, p. 123-136.